# شبکه دراما سوریه
شبکه دراما سوریه (به عربی: قناة سورية دراما)، شبکه دولتی ماهواره‌ای سوری تابع تلویزیون سوریه است. نمایش آزمایشی این شبکه در سوریه از ۱ ژانویه ۲۰۰۹ آغاز شد و پخش آن در هات‌برد در ۲۲ اکتبر ۲۰۱۲ متوقف شد. هدف این شبکه پشتیبانی از فنون نمایشی سوریه پس از موفقیت‌هایش در جهان عرب و تحت پوشش قرار دادن اجتماع سوری به شکل ویژه و اجتماع عربی به شکل عمومی است. موضوعاتش اجتماعی، فرهنگی، اقتصادی، سیاسی و زندگی روزمره شهروند سوری و عربی می‌باشد.
برنامه‌های شبکه پخش محصولات سینمای سوریه و سریال‌های تلویزیونی به اضافه برنامه‌های دیدار تلویزیونی با اشخاص است. این شبکه از نظر تولید و بازاریابی با بخش خصوصی همکاری می‌کند.